# Reino Kangasmäki
Reino Kangasmäki (Kokkola, 2 de julio de 1916-Vaasa, 26 de septiembre de 2010) fue un deportista finlandés especialista en lucha grecorromana donde llegó a ser medallista de bronce olímpico en Londres 1948.

## Carrera deportiva
En los Juegos Olímpicos de 1948 celebrados en Londres ganó la medalla de bronce en lucha grecorromana estilo peso mosca, tras el luchador italiano Pietro Lombardi (oro) y el turco Kenan Olcay (plata).